# Jorge Aguirre
Jorge David Aguirre Wardi (* 2. ledna 1962 San Miguel de Tucumán) je bývalý argentinský zápasník – judista.

## Sportovní kariéra
V argentinské mužské reprezentaci se pohyboval od roku 1980 v polostřední a střední váze do 86 kg. Od roku 1988 přestoupil do vyšší polotěžké váhy do 95 kg. V roce 1992 startoval na svých prvních olympijských hrách v Barceloně, kde prohrál ve třetím kole na tresty s Mongolem Baldžinňamem. Sportovní kariéru ukončil v roce 1996. V rodném Tucumánu se věnuje trenérské práci. K jeho nejznámějším žákům patří Eduardo Costa nebo bratři Rodrigo a Emmanuel Lucentiové.

## Výsledky
| Turnaj                  | 1980                       | 1981                       | 1982                       | 1983                       | 1984                       | 1985                       | 1986                       | 1987                       | 1988           | 1989           | 1990           | 1991           | 1992           | 1993           | 1994           | 1995           |
| Turnaj                  | 18                         | 19                         | 20                         | 21                         | 22                         | 23                         | 24                         | 25                         | 26             | 27             | 28             | 29             | 30             | 31             | 32             | 33             |
| Turnaj                  | polostřední / střední váha | polostřední / střední váha | polostřední / střední váha | polostřední / střední váha | polostřední / střední váha | polostřední / střední váha | polostřední / střední váha | polostřední / střední váha | polotěžká váha | polotěžká váha | polotěžká váha | polotěžká váha | polotěžká váha | polotěžká váha | polotěžká váha | polotěžká váha |
| ----------------------- | -------------------------- | -------------------------- | -------------------------- | -------------------------- | -------------------------- | -------------------------- | -------------------------- | -------------------------- | -------------- | -------------- | -------------- | -------------- | -------------- | -------------- | -------------- | -------------- |
| Olympijské hry          | —                          |                            |                            |                            | —                          |                            |                            |                            | —              |                |                |                | úč.            |                |                |                |
| Mistrovství světa       |                            | úč.                        |                            | —                          |                            | —                          |                            | —                          |                | úč.            |                | úč.            |                | úč.            |                | —              |
| Panamerické hry         |                            |                            |                            | —                          |                            |                            |                            | úč.                        |                |                |                | 3.             |                |                |                | ?              |
| Panamerické mistrovství | 3.                         |                            | 3.                         |                            | —                          | —                          | 3.                         |                            | 2.             |                | 2.             |                | 3.             |                | 1.             |                |